# Psicologia feminina
A psicologia feminina ou psicologia das mulheres é uma abordagem que se centra nas questões sociais, econômicas e políticas com que as mulheres se confrontam ao longo da vida. Surgiu como uma reação às teorias de desenvolvimento dominadas pelos homens, como a visão de Sigmund Freud da sexualidade feminina. O trabalho original de Karen Horney argumentava que as realidades masculinas não podem descrever a psicologia feminina ou definir o seu género, porque não são informadas pelas experiências das jovens e das mulheres. Teóricos, como Horney, defendiam que esta nova abordagem feminista de que as experiências das mulheres são diferentes das dos homens era necessária, e que a existência social das mulheres era crucial para compreender a sua psicologia. A investigação da Dra. Carol Gilligan sugere que algumas características da psicologia feminina surgem para cumprir a ordem social definida pelos homens e não necessariamente por ser a natureza do seu género ou da sua psicologia. Não confundir com a psicologia feminista.

## Teoria de Horney
A abordagem da “psicologia feminina” é frequentemente atribuída ao trabalho pioneiro de Karen Horney, uma psicóloga do final do século XIX. Essa teoria contradiz a teoria psicanalítica de Sigmund Freud, argumentando que a psicanálise é  dominada pelos homens e, portanto, abriga preconceitos e visões falocêntricas. Horney afirmou que, por esta razão, a teoria de Freud não pode descrever a feminilidade porque é informada pela realidade masculina e não pela experiência feminina real. Um exemplo disso é a proposição de Freud de que a personalidade feminina tende a exibir inveja do pênis, segundo a qual as jovens interpretam sua incapacidade de possuir um pênis como uma punição por um delito e mais tarde culpa a mãe. Como afirmou Freud: “Ela viu e sabe que não tem e quer tê-lo”. Horney argumentou que não se trata de inveja do pênis, mas de ansiedade básica, hostilidade e raiva em relação ao genitor do sexo oposto, que ela vê como uma competição pela afeição do genitor do mesmo sexo e, portanto, a considera como uma ameaça direta ao sua segurança e proteção. Acreditava, como parte de sua teoria da psicologia feminina, que esse aspecto deveria ser resolvido com base na dinâmica interpessoal (por exemplo, diferenças no poder social) e não na dinâmica sexual.
Horney contrariou o conceito freudiano: desconstruiu a inveja do pénis e descreveu-a como nada mais do que o desejo das mulheres de expressarem as suas próprias necessidades naturais de sucesso e a segurança que é caraterística de ambos os sexos.   Existe uma analogia que descreve a psicologia feminina de Horney como otimista em relação ao mundo e à afirmação da vida, em comparação com o pessimismo de Freud, orientado para a negação do mundo e da vida.

## Maternidade contra Carreira
A dinâmica desenhada pelas psicólogas femininas é o equilíbrio entre os papéis mais tradicionais da maternidade e o papel mais moderno de uma mulher profissional. Os papéis não se contradizem necessariamente: o rendimento adicional ajuda a sustentar a família e as mães que trabalham podem sentir que estão a contribuir para a sociedade para além da família.
Tanto as mães como os pais sentem a pressão de equilibrar a vida profissional e familiar, e os pais passam mais tempo em casa e dedicam-se mais aos cuidados dos filhos e às tarefas domésticas do que há um século. Um estudo realizado pelo Pew Research Center indica que 42% dos inquiridos acreditam que uma mãe que trabalha a tempo parcial é o cenário ideal, enquanto 16% pensam que trabalhar a tempo inteiro é o ideal para as mães e os restantes acham que as mães devem ficar em casa. 46% dos pais também referiram que sentiam que não passavam tempo suficiente com os filhos: os pais que responderam a este inquérito da Pew passavam cerca de metade do tempo que as mães passavam a cuidar dos filhos. 15% dos pais que trabalham afirmaram que é muito difícil equilibrar o trabalho e a prestação de cuidados aos filhos. O mesmo estudo revelou que 50% dos pais que trabalham dizem que é pelo menos um pouco difícil equilibrar o trabalho e as responsabilidades de cuidar dos filhos. No entanto, os pais que podem ajudar a cuidar dos filhos afirmam que gostam de o fazer, muitas vezes até mais do que as mães. O Pew Research Center também pediu aos pais que avaliassem a qualidade do trabalho que estão a fazer enquanto pais. Verificou-se que a maioria das mães e das mulheres se considerava a si própria como fazendo um trabalho excelente ou muito bom, mas que as mães que trabalham se consideravam muito mais bem classificadas do que as mães que não trabalham, apesar do fato de os pais que sentiam que passavam muito pouco tempo com os filhos terem menos probabilidades de se considerarem a si próprios como fazendo um trabalho excelente. O Pew Research Center realizou vários estudos e pesquisas com o objetivo de pesquisar e investigar as diferenças associadas à psicologia feminina e as opiniões das pessoas sobre a progressão das mulheres no local de trabalho e o seu lugar em casa.
Segundo um estudo conduzido pela Dra. Jennifer Stuart, o passado de uma mulher pode influenciar como, ou se, ela escolhe equilibrar sua vida profissional e doméstica. Especificamente, Stuart afirma que o principal determinante é a "qualidade de seu relacionamento com sua mãe". Mulheres cujas mães promoveram sentimentos de apego caloroso e autonomia confiante podem encontrar maneiras de desfrutar de seus filhos e ou do  trabalho, muitas vezes modificando o trabalho e os ambientes familiares de maneiras que favoreçam ambas".
Por vezes, as mulheres trabalhadoras fazem compromissos nas suas carreiras para poderem conciliar o trabalho remunerado com as responsabilidades da maternidade. Estes compromissos incluem a redução do horário de trabalho e a aceitação de um salário mais baixo ou de uma condição profissional inferior, o que pode impedir as mulheres de se tornarem as melhores no local de trabalho.
Segundo o Dr. Ramon Resa, as mães devem lembrar-se de que "as crianças são bastante resistentes e adaptam-se a todas as mudanças necessárias. São também espertas na detecção de infelicidade, desilusão e apatia".